# Thé de Gisovu
 (novembre 2022).

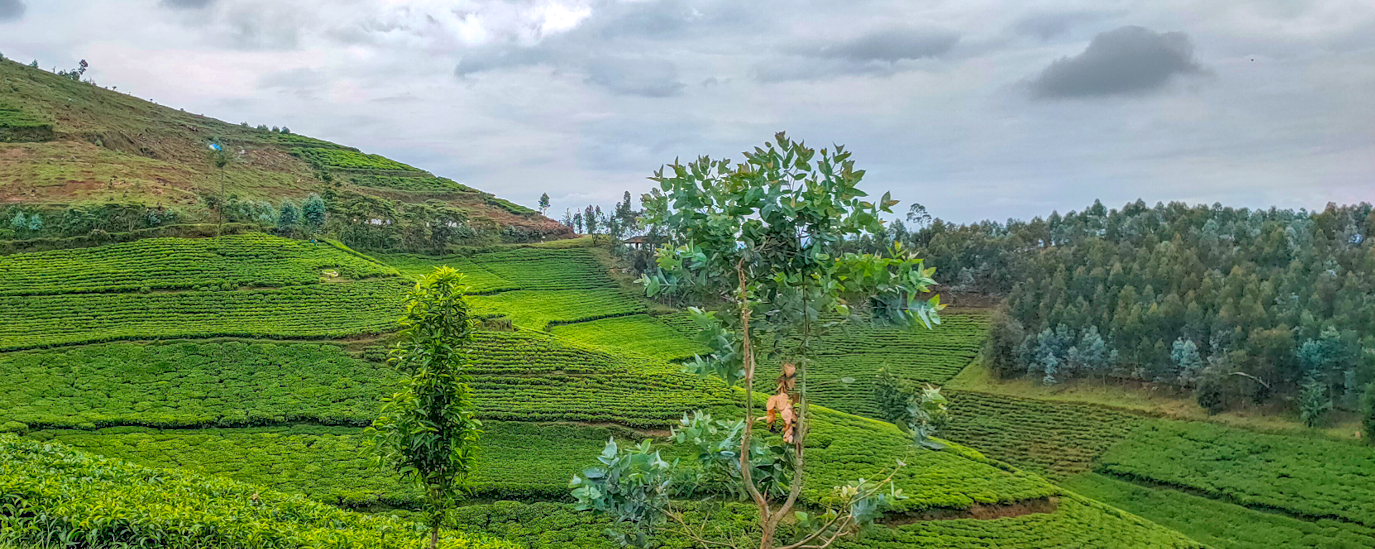
Plantation de thé à l'Ouest du Rwanda (novembre 2022)

Le thé de Gisovu est un thé cultivé souvent dans les montagnes de Gisovu dans le secteur de Twumba, district de Karongi dans la province de l'Ouest. C'est le thé le plus cher au Rwanda et sur le marché international, où il a été acheté  5,97 dollars, et le thé Kitabi aussi,.